# Urticinopsis
Urticinopsis är ett släkte av koralldjur. Urticinopsis ingår i familjen Actiniidae.
Kladogram enligt Catalogue of Life:
| Urticinopsis | \| \| Urticinopsis antarctica \| \| \| \| \| \| Urticinopsis crassa \| \| \| \| |
|              | \| \| Urticinopsis antarctica \| \| \| \| \| \| Urticinopsis crassa \| \| \| \| |
|              | Urticinopsis antarctica                                                         |
|              |                                                                                 |
|              | Urticinopsis crassa                                                             |
|              |                                                                                 |